# 회복적 실천
회복적 실천은 사회적 학문인데 사람들과 공동체 간의 관계를 개선하고 치유하는 방법을 연구한다.
목적은 건강한 공동체를 만드는 것, 사회적 자본을 늘리는 것, 범죄와 반사회적 행동을 줄이는 것, 피해를 치유하는 것 그리고 관계를 복원하는 것이다. 그것은 다양한 사회학 분야의 연구를 종합하는데 교육, 심리학, 사회 사업, 범죄학, 사회학, 조직 발전 및 지도성 연구를 포함해서 말이다.

### 개요
회복적 실천이라는 사회학은 공통의 실을 제공하는데다양한 분야에서의, 이론, 연구 및 실천을 같이 묶는 실인데 교육, 상담, 범죄, 형사 사법, 사회 사업 및 조직 운영과 같은 분야 말이다. 많은 분야의 개인들과 조직들은 본보기와 방법론을 만들고 있고 같은 내적 기초를 공유하는 실용적 연구를 수행하고 있지만, 그들은 서로의 활동의 공통성을 대개 알지 못 한다.
예를 들면, 형사 사법에서, 회복적 서클과 회복적 대화모임은 피해자, 가해자 그리고 그들의 각각의 가족 구성원과 친구를 모이도록 제안하는데 잘못에 의해 모든 사람들이 영향을 받은 방식을 파악하기 위해서 그리고, 가능할 때, 피해를 회복하고 그들 자신의 욕구를 충족하는 방식을 결정하기 위해서 말이다. 사회 사업에서, 가족 집단 의사 결정 (에프지디엠) 혹은 가족 집단 대화모임 (에프지씨) 절차는 확대 가족에게 권한을 부여하는데 방 안에서 전문가 없이, 개인적으로 만나도록, 더 많은 폭력과 방임으로부터 그들 자신의 가족의 아이들을 보호하는 계획을 세우도록 혹은 그들 자신의 집 밖의 주거 시설 입소를 피하도록 말이다. 교육에서, 서클과 집단은 학생들이 다음의 것들을 할 기회를 제공하는데 그들의 감정을 공유하고, 관계를 돈독하게 하고 문제를 해결할 기회, 그리고 잘못이 있을 때, 잘못을 해결하는데 그리고 일들을 바로 잡는데 능동적 역할을 할 기회를 말이다. 
이 다양한 분야들은 다양한 관점들을 취하는데, 그것들 모두는 회복적 실천의 범주에 속한다: 형사 사법 분야에서 사용되는 말은 "회복적 정의"이고; 사회 사업에서 쓰이는 용어는 "권한 부여"이고; 교육에서, 주제는 "긍정적 훈육"이나 "소통적 교실"이고; 조직 관리에서 "수평적 운영"이 언급된다. 회복적 실천이라는 사회학은 모든 이 관점들을 인정하고 그것들을 그것의 범위 안으로 통합한다.

#### 기능
회복적 실천의 사용은 다음의 것들을 할 잠재력을 가지고 있다:
ㅡ범죄, 폭력 그리고 괴롭힘을 감소시킨다
ㅡ인간 행동을 개선한다
ㅡ시민 사회를 강화한다
ㅡ효율적인 지도력을 제공한다
ㅡ관계를 회복한다
ㅡ피해를 치유한다

#### 회복적 정의와 회복적 실천의 차이
회복적 실천이라는 개념은 만들어졌는데 부분적으로 회복적 정의라는 개념과 실천으로부터 말이다. 하지만 회복적 실천이라는 시각의 등장 시기부터, 회복적 정의는 대체로 '반동적'인 것으로 보일 수 있는데, 범죄와 다른 잘못에의, 그것이 일어난 후에의, 공식적이거나 비공식적인 반응으로 구성되면서 말이다. '회복적 실천'은 또한 포함하는데 문제행동에 선행하는 비공식적이고 공식적인 활동들의 적용을 포함하는데 갈등과 문제행동을 예방하는 관계성과 공동체성을 선제적으로 기르는 것들 말이다. 

### 역사와 용어론
회복적 실천은 회복적 정의에 그것의 뿌리를 두는, 사람들에 그리고 관계성에 가해진 피해를 치유하는 것을 강조하는 사법 정의를 보는 방식인데 가해자를 처벌만 하는 것보다는 말이다. 
현대의 상황에서, 회복적 정의는 1970년대에 시작되었는데 피해자와 가해자 간의 중재나 화해로서 말이다. 캐나다 온타리오 엘마이라에서, 1974년에, 키치너 근처인 그곳에서 마크 얀치라는, 보호관찰관이, 두 명의 십대들이 공공 기물 파손 행위 후에 그들의 피해자들과 직접 만나도록 그리고 배상에 동의하도록 자리를 마련했다. 피해자에 의한 긍정적 답변은 키치너에서, 세계 최초의 피해자-가해자 화해 사업으로 이어졌는데, 메너나이트중앙위원회의 지원으로 그리고 지역 보호관찰국과의 협력으로 말이다. 그 개념은 결과적으로 다양한 이름을 얻었는데, 피해자-가해자 중재 그리고 피해자-가해자 대화와 같은 이름이었는데 1980년대와 90년대에 걸쳐서 북미와 유럽에 걸쳐서 그것이 퍼짐에 따라서 말이다.
회복적 정의는 고대의 그리고 원주민의 관습을 전파하는데 토착 미국인과 원주민으로부터, 전세계 문화로 받아들여진 관습인데 아프리카인, 아시아인, 켈트인, 헤브루인, 아랍인 그리고 많은 다른 사람들에게 말이다. 
마침내 현대 회복적 정의는 폭을 넓혀서 돌봄 공동체도 포함시켰는데, 대화모임과 서클이라고 불리는 협업 과정에 피해자와 가해자의 가족과 친구가 참여하면서 말이다. 대화모임은 피해자와 가해자 간의 힘의 불균형을 해결하는데 더 많은 지지자들을 포함하는 것으로 말이다.

#### 가족 집단 대화모임
가족 집단 대화모임(에프지씨)은 1989년에 뉴질랜드에서 시작되었는데 마오리족 원주민들의, 그들의 많은 아이들에 대한 걱정에의 해답으로서인데 법정에 의해 그들의 가정에서 이탈되고 있는 아이들 말이다. 그것은 처음에 가정 회복 수단으로 구상되었는데, 회복적 정의가 아니고 말이다. 북미에서 그것은 가족 집단 의사 결정(에프지디엠)으로 불리었다.

#### 회복적 대화모임
1991년에 가족모임은 오스트레일리아 경찰관, 테리 오코넬에 의해 차용되었는데, 청년들을 이끄는 지역사회 치안 전략으로서인데 법정으로부터, 자주 회복적 대화모임이라 불리는 회복적 절차로 말이다. 그것은 다른 이름으로 불리어왔는데, 공동체 참여 대화모임 그리고 피해자-가해자 대화모임으로 말이다. 1994년에 마그 소스본, 오스트레일리아 교육자가, 학교에서 회복적 대화모임을 활용한 처음의 사람이었다.

#### 서클
“서클”은 선제적으로 활용될 수 있는 유연한 회복적 실천인데, 관계를 개선하고 공동체를 강화하는 혹은 반동적으로, 문제행동, 갈등 그리고 문제에 대응하는 실천이다. 서클은 서로 말하고 들을 기회를 사람들에게 제공하는데 안전, 성실 그리고 평등의 분위기에서 말이다. 서클은 사람들에게 제안하는데 그들의 이야기를 하도록 그리고 그들 자신의 입장을 말하도록 말이다. 서클은 매우 다양한 목적을 가진다: 갈등 해결, 치유, 지지, 의사 결정, 정보 교환 그리고 관계 개선. 서클은 오늘날의 모임 절차에의 대안을 제공하는데 위계, 승패 판정 그리고 논쟁에 자주 의존하는 절차 말이다. 서클은 어떤 조직의, 기관의 혹은 공동체의 환경에서도 활용될 수 있다. 서클 시간과 아침 모임은 수년간 유치원과 초등학교에서 더 최근에는 중학교와 상급 교육기관에서 광범위하게 활용되어왔다. 산업계에서, 품질 서클은 수십년간 채택되어왔는데 높은 제조 기준을 충족하기 위해서 노동자들이 일하도록 말이다. 1992년에 유콘 순회 법원 판사 배리 스튜어트는 판결 서클을 처음 만들었는데, 그것은 가해자를 처리하는 방식을 결정하는 것을 돕는데 있어서 공동체 구성원들을 참여시켰다. 1994년에 메노나이트 목사 해리 나이는 정신적으로 장애를 가진 반복적인 성범죄자를 지원했는데 지지와 참여의 서클이라고 불리는, 소수의 그의 교구민과 함께 지지 집단을 만들어서 그랬는데, 그것은 재범을 막는데 효과적이었다.

#### 다른 용어
회복적 실천이라는 용어는, '회복적 접근', '회복적 정의 실천', 그리고 '회복적 해결' 같은 용어와 더불어서, 실천을 언급하기 위해서 더 자주 사용되는데 회복적 대화모임과 서클 그것과 관련되는 혹은 그것으로부터 파생되는 실천 말이다. 이런 실천들은 또한 더 비공식적인 실천을 포함한다(회복적 실천 영역을 보라). 회복적 실천은 이제 다음의 것들 안에서, 전세계적으로 퍼지고 있는데 그것은 교육, 형사 사법, 사회 사업, 상담, 청년 서비스, 직장, 대학 기숙사 그리고 신뢰 공동체 상황들이다. 

### 사회성 관계도
사회성 관계도는 많은 상황에서 폭넓게 적용되는 개념이다. 그것은 네 가지의 기본 접근법을 설명하는데 사회 규범과 행동 범위를 유지하는 것에의 접근법 말이다. 네 가지는 다양한 조합들로 나타나는데 강 혹은 약 조절 그리고 강 혹은 약 지원이라는 조합 말이다. 회복적 영역은 강 조절과 강 지원 두 가지를 합치고 활동들을 하는 것으로 특징지어지는데 사람들과 ‘함께’ (협력하여) 하는 활동인데, 그들’에게’ (강압적으로) 혹은 그들을 ‘위해서’ (그들의 참여 없이) 하는 활동보다는 말이다.  
사회성 관계도는 또한 회복적 실천을 다음의 사람들을 위한 이끔이 본보기로 정의하는데 그들은 가족의 부모, 교실의 교사, 단체의 행정가와 관리자, 지역사회의 경찰과 사회복지사, 그리고 정부의 판사와 공무원이다. 회복적 실천의 기본 통합 가설은 "사람들이 더 행복하고, 더 협력적이고 생산적이고, 더 쉽게 긍정적 변화를 만드는데 이끔이 역할을 하는 사람들이 활동들을 할 때인데 그들’에게’ 혹은 그들을 ‘위해서’보다는 그들과 ‘함께’ 말이다. 이 가설은 주장하는데 [실존적] 양태’에의’ 처벌과 억압 그리고 양태’를 위한’ 허락과 돌봄은 양태’와의’ 회복, 참여, 상호성만큼 효과적이지 못 하다.  
사회성 관계도는 저명한 오스트레일리아 범죄학자 존 브레이스웨잇의 영향력있는 사유를 반영하는데, 그 사람은 사회적 규제 장치로서의 처벌에의 의존은 문제가 있다고 주장해왔는데 왜냐하면 그것이 잘못한 사람에게 창피를 주고 낙인을 찍고, 그들을 부정적인 사회적 하위 문화로 밀어붙이고 그들의 행동을 변화시키는데 실패하기 때문이다. 회복적 접근법은, 반면에, 잘못한 사람들을 그들의 공동체로 재통합하고 그들이 재범을 할 가능성을 줄인다. 

### 회복적 실천 범위
회복적 실천은 회복적 대화모임이나 가족 집단 대화모임과 같은, 공식적 절차에 한정되지 않고, 비공식적인 것에서 공식적인 것까지의 범위를 가진다. '회복적 실천 범위'에서, 비공식적 실천은 포함하는데 사람들의 감정 표현을 주고 받는 '정서적 대화’ 뿐만 아니라, 사람들이 그들의 행동이 다른 사람들에게 영향을 끼쳐왔던 방식에 대해 반성하도록 하는 ‘정서적 질문’도 말이다. ‘임시의’ 회복적 대화의 모임, 집단 그리고 서클은 다소 더 구조화되지만 공식적 대화 모임을 위해 필요로 되는 정교한 준비를 요구하지 않는다. 범위에서 왼쪽에서 오른쪽으로 이동하면서, 회복적 실천들은 더 공식적으로 변하고, 그것들은 더 많은 사람들에게 영향을 주고, 더 많은 계획 세우기와 시간을 필요로 하고, 더 구조화되고 완성된다. 비록 공식적 회복적 절차가 괄목할만한 영향을 가질 지도 모르지만, 비공식적 실천들은 그것들이 하나의 일상이기 때문에 함축적 영향을 가진다.  
회복적 실천의 목적은 공동체를 만들고 갈등과 긴장을 조정하는 것인데 피해를 치유하고 관계를 형성하는 것에 의해서 말이다. 이러한 설명은 확실하게 하는데 선제적인(관계를 형성하고 공동체를 만드는 것) 그리고 대응적인(피해를 치유하고 관계를 회복하는 것) 접근법 두 가지를 말이다. 사전에 사회적 자본을 만들지 않고 오직 대응적인 것만 사용하는 기관들과 서비스들은 선제적인 것도 채택하는 그런 것들보다 덜 성공적이다. 